# Pelegrina chalceola
Pelegrina chalceola là một loài nhện trong họ Salticidae.
Loài này thuộc chi Pelegrina. Pelegrina chalceola được Maddison miêu tả năm 1996.